# Phần tử nghịch đảo
Trong đại số trừu tượng, khái niệm phần tử nghịch đảo được khái quát hóa từ khái niệm cộng số đối liên quan đến phép cộng, và một sự đối ứng liên quan đến phép nhân. Trực giác về phần tử này là một phần tử có thể "lùi lại" hiệu ứng của việc kết hợp một phần tử với một phần tử khác. Mặc dù định nghĩa chính xác của một phần tử nghịch đảo thay đổi tùy thuộc vào cấu trúc đại số liên quan, những định nghĩa này trùng khớp nhau trong một nhóm toán học.
Một phần tử có một phần tử nghịch đảo được gọi là một phần tử khả nghịch. Một phần tử không có phần tử nghịch đảo được gọi là một phần tử bất khả nghịch.

## Ví dụ
- Trong {\displaystyle \mathbb {Z} }, {\displaystyle 3} là một phần tử bất khả nghịch đối với phép nhân,;{\displaystyle -1} là một phần tử khả nghịch đối với phép nhân: nghịch đảo của nó là {\displaystyle -1}.
- Trong trường phân thức {\displaystyle k(X)}, {\displaystyle X} là một phần tử khả nghịch: nghịch đảo của nó là {\displaystyle {\frac {1}{X}}}.

## Sách tham khảo
- M. Kilp, U. Knauer, A.V. Mikhalev, Monoids, Acts and Categories with Applications to Wreath Products and Graphs, De Gruyter Expositions in Mathematics vol. 29, Walter de Gruyter, 2000, ISBN 3-11-015248-7, p. 15 (def in unital magma) and p. 33 (def in semigroup)
- contains all of the semigroup material herein except *-regular semigroups.
- Drazin, M.P., Regular semigroups with involution, Proc. Symp. on Regular Semigroups (DeKalb, 1979), 29–46
- Miyuki Yamada, P-systems in regular semigroups, Semigroup Forum, 24(1), December 1982, pp. 173–187
- Nordahl, T.E., and H.E. Scheiblich, Regular * Semigroups, Semigroup Forum, 16(1978), 369–377.